# Circondario di Biella
Il circondario di Biella era uno dei circondari in cui era suddivisa la provincia di Novara.

## Storia
In seguito all'annessione della Lombardia dal Regno Lombardo-Veneto al Regno di Sardegna (1859), fu emanato il decreto Rattazzi, che riorganizzava la struttura amministrativa del Regno, suddiviso in province, a loro volta suddivise in circondari.
Il circondario di Biella fu creato come suddivisione della provincia di Novara; il territorio corrispondeva a quello della soppressa provincia di Biella del Regno di Sardegna, appartenuta alla divisione di Torino.
Con l'Unità d'Italia (1861) la suddivisione in province e circondari fu estesa all'intera Penisola, lasciando invariate le suddivisioni stabilite dal decreto Rattazzi.
Il circondario di Biella venne soppresso nel 1926 e il territorio assegnato al circondario di Novara.
L'attuale provincia di Biella, istituita nel 1992, corrisponde quasi esattamente al vecchio circondario.

## Geografia antropica

### Suddivisioni amministrative
Nel 1863, il circondario era così composto:
- mandamento I di Andorno Cacciorna
- mandamento II di Biella
- mandamento III di Bioglio
- mandamento IV di Candelo
- mandamento V di Cavaglià
- mandamento VI di Cossato
- mandamento VII di Crevacuore
- mandamento VIII di Graglia
- mandamento IX di Masserano
- mandamento X di Mongrando
- mandamento XI di Mosso Santa Maria
- mandamento XII di Salussola